# Ali Fazal
Ali Fazal (ur. 15 października 1986 w Lucknow) – indyjski aktor filmowy i model.
Ukończył ekonomię na St. Xavier’s College w Mumbaju. Zwrócił na siebie uwagę niewielką, lecz znaczącą rolą w bollywoodzkim hicie Trzej idioci (2009). Występował później w innych hinduskich produkcjach, m.in. Fukrey (2013).
Zagrał główną rolę doradcy królowej Wiktorii Abdula Karima w filmie Powiernik królowej (2017) Stephena Frearsa. Na ekranie partnerował legendom brytyjskiego ekranu – Judi Dench i Michaelowi Gambonowi.

## Wybrana filmografia
- 2009: Trzej idioci jako Joy Lobo
- 2011: According to Plan A jako Abhi
- 2014: For Here or to Go? jako Vivek Pandit
- 2014: Sonali Cable jako Raghu Pawar
- 2016: Da Tang Xuan Zang jako Jayaram
- 2017: Powiernik królowej jako Abdul Karim[2]